# مقاطعة يارديملي
مقاطعة يارديملي (بالأذرية: Yardımlı rayonu)‏ هي إحدى مقاطعات أذربيجان. يقدر عدد سكانها بـ 59,600 نسمة ومساحتها 670 كم2 .